# Großenbach (Bad Laasphe)
Großenbach (mundartlich Großebach) ist der westlichste Stadtteil von Bad Laasphe im nordrhein-westfälischen Kreis Siegen-Wittgenstein.

## Geographische Lage
Großenbach liegt am Hauptkamm des Rothaargebirges auf 590 m bis 625 m ü. NHN. Somit zählt es zu den höchstgelegenen Ortsteilen Bad Laasphes, vergleichbar mit Heiligenborn und Sohl. Von der Kernstadt ist das Dorf rund 11 km (Luftlinie) entfernt. Etwa 500 m westlich von Großenbach liegt die Siegquelle, aus der die Sieg entspringt. In näherer Umgebung liegen außerdem die Eder- und Lahnquelle, und direkt südlich hat der kleine Lahn-Zufluss Großenbach seinen Ursprung.
Durch seine exponierte Lage hat sich Großenbach seinen ursprünglichen ländlichen und naturnahen Charakter bis heute bewahren können.

## Geschichte
Der Ort wird im Jahr 1344 erstmals urkundlich erwähnt. Ab dem Jahr 1662 hatte er 3 Häuser und gehörte zur Schultheißerei Feudingen. Um das Jahr 1720 ist die Zugehörigkeit zum Kirchspiel Feudingen belegt. Bis zur Durchführung des Sauerland/Paderborn-Gesetzes am 1. Januar 1975 war das Dorf eine selbständige Gemeinde.

### Einwohnerentwicklung
- 1662: 03 Häuser
- 1819: 47 Einwohner in 7 Häusern
- 1961: 62 Einwohner[2]
- 1970: 53 Einwohner[2]
- 1974: 49 Einwohner[3]
- 2007: 50 Einwohner

## Tourismus
Der Rothaarsteig sowie der Siegerland-Höhenring, der Wittgensteiner Panoramapfad und der Netphener Rundweg führen in unmittelbarer Nähe an Großenbach vorbei, in einiger Entfernung zudem der Europäische Fernwanderweg E1. Im Winter bieten sich oftmals ideale Voraussetzungen für Skilanglauf. Im Dorf stehen der Landgasthof zur Siegquelle und die Aukopf-Hütte.

## Verkehrsanbindung
Großenbach ist über eine Stichstraße zu erreichen, die westlich der Ortschaft nahe der vom Rothaarsteig passierten Siegquelle von der Eisenstraße (Lützel–Lahnhof), die dort Teil der Landesstraße 722 ist, abzweigt.